# Левоне
Лево̀не (на италиански: Levone; на пиемонтски: Alvon, Алвон) е село и община вМетрополен град Торино, регион Пиемонт, Северна Италия. Разположено е на 343 m надморска височина. Към 1 януари 2020 г. населението на общината е 445 души, от които 44 са чужди граждани.